# Тепёрки
Тепёрки — деревня в Орехово-Зуевском муниципальном районе Московской области. Входит в состав сельского поселения Малодубенское. Население — 48 чел. (2010).

## География
Деревня Тепёрки расположена в северной части Орехово-Зуевского района, примерно в 9 км к северу от города Орехово-Зуево. Высота над уровнем моря 126 м. Рядом с деревней протекает река Мысовка. Ближайшие населённые пункты — деревни Трусово и Поточино.
В 0,8 километрах от деревни располагается Государственный природный заказник областного значения "Лачужские озера и прилегающие лесные кварталы".

## История
В XIX — начале XX века деревня входила в Покров-Слободскую волость Покровского уезда Владимирской губернии и относилась к Житенинскому приходу.
В 1926 году деревня являлась центром Теперского сельсовета Покровской волости Орехово-Зуевского уезда Московской губернии.
С 1929 года — населённый пункт в составе Орехово-Зуевского района Орехово-Зуевского округа Московской области, с 1930-го, в связи с упразднением округа, — в составе Орехово-Зуевского района Московской области.
До муниципальной реформы 2006 года Тепёрки входили в состав Малодубенского сельского округа Орехово-Зуевского района.

## Население
В 1905 году — 374 человек, 69 дворов.

В 1926 году в деревне проживало 378 человек (137 мужчин, 241 женщина), насчитывалось 78 хозяйств, из которых 72 было крестьянских. 
По переписи 2002 года — 61 человек (21 мужчина, 40 женщин).
| 1926 | 2002 | 2006 | 2010 |
| ---- | ---- | ---- | ---- |
| 378  | ↘61  | ↘44  | ↗48  |